# Albert ’t Hooft
Albert 't Hooft is een Nederlandse scenarioschrijver.
Albert was samen met Paco Vink de regisseur van de Nederlandse animatiefilm Trippel Trappel uit 2014.
In 2007 richtte 't Hooft Anikey Animation op, een 2D-animatiestudio gevestigd in Den Haag, Nederland.
Momenteel schrijft en regisseert Albert hun tweede speelfilm 'The King & The Thief'
- Bibliothèque nationale de France: cb177295129 (data)
- International Standard Name Identifier: 0000 0003 9379 0242
- Nederlandse Thesaurus van Auteursnamen: 317875205
- RKD-Nederlands Instituut voor Kunstgeschiedenis: 356631
- Virtual International Authority File: 288183688